# Liza ramada
El morragute es la especie Liza ramada (según FishBase) o Liza ramado (según ITIS), un pez marino y de agua dulce de la familia de los mugílidos, distribuida por la costa noreste del océano Atlántico, el mar del Norte, el mar Mediterráneo, el mar Negro y el mar Báltico. Otros nombres comunes sinónimos usados en algunos lugares son: albur, capitón, galupe, ilisa aguda, ilisa calua negra, lisa, lizarra, mujol, mule, muxo, sama o yama.

## Importancia para el hombre
Es pescado siendo muy comercializado con un precio mediano, siendo también cultivado en acuicultura; por su tamaño grande también es pescado en la pesca deportiva.

## Anatomía
Aunque se han descrito capturas de hasta el doble de tamaño, su tamaño máximo normal es de unos 35 cm. Tienen el cuerpo fusiforme, con una enorme cabeza que está aplanada por encima de los ojos, una boca pequeña terminada en hocico corto y robusto.
En la primera aleta dorsal tiene 4 a 5 espinas y unos 7 a 10 radios blandos en la segunda bien separada de la primera, con 3 espinas en la aleta anal y 8 a 9 radios blandos; las aletas pectorales están situadas en la parte alta de los flancos. Las escamas son grandes, con el dorso del animal de color gris y la zona ventral de color blanco.

## Hábitat y biología
Vive en aguas superficiales del mar en ambiente nerítico con un comportamiento catádromo, penetrando en los estuarios de los ríos y en su curso bajo. A menudo se le puede encontrar en aguas contaminadas.
El apareamiento tiene lugar en el mar, cerca de la costa, entre los meses de septiembre y febrero, desarrollándose los huevos en el mar y colonizando los alevines el litoral y los estuarios; cuando son adultos penetran en el curso bajo de los ríos. Se alimentan de algas epifíticas, detritus y pequeños organismos bentónicos y huevos y larvas plantónicos.